# Aiko Shimajiri

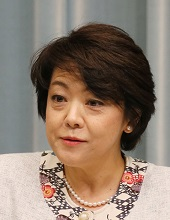
Aiko Shimajiri, 2015

Aiko Shimajiri (jap. 島尻 安伊子 Shimajiri Aiko}; * 4. März 1965 in Sendai, Präfektur Miyagi) ist eine japanische Politikerin (DPJ→parteilos→LDP, Motegi-Faktion) und Abgeordnete im Nationalparlament für den Unterhauswahlkreis 3 der japanischen Präfektur Okinawa. Sie war von 2007 bis 2016 Oberhausabgeordnete für Okinawa und von 2015 bis 2016 Ministerin beim Kabinettsamt für besondere Aufgaben (Okinawa & Nördliche Territorien; Wissenschaft & Technologie; Raumfahrt) im dritten Kabinett Abe.

## Leben
Shimajiri, 1988 Absolventin der Sophia-Universität, heiratete 1989 und wurde zwischen 1990 und 2000 Mutter von drei Söhnen und einer Tochter. Bei einer Nachwahl im Jahr 2004 bewarb sie sich erfolgreich als Kandidatin der Demokratischen Partei (DPJ) für das Stadtparlament von Naha. Bei der regulären Wahl 2005 wurde sie wiedergewählt und trat kurz darauf aus der DPJ aus.
In die nationale Politik wechselte Shimajiri bei der Oberhausnachwahl im April 2007 für den frei gewordenen Sitz der Präfektur Okinawa von Keiko Itokazu (Sozialistische Massenpartei), die für ihre (gescheiterte) Kandidatur bei der Gouverneurswahl 2006 zurückgetreten war und im Juli 2007 bei der regulären Wahl auf dem anderen Sitz Okinawas ins Oberhaus zurückkehrte. Bei der Oberhausnachwahl trat Shimajiri parteilos mit LDP-Kōmeitō-Unterstützung an, setzte sich mit 51,8 % der Stimmen gegen den Kandidaten der Oppositionsparteien (DPJ, KPJ, SDP, NVP), Yoshimasa Karimata (46,3 %), durch und schloss sich der LDP an. Bei der regulären Oberhauswahl 2010, als die auf nationaler Ebene regierenden Demokraten sich im Streit über die US-Stützpunkte nicht auf einen Kandidaten in Okinawa verständigen konnten und Sozialdemokraten und Kommunisten verschiedene Kandidaten unterstützten, wurde sie mit 47,6 % der Stimmen für volle sechs Jahre wiedergewählt.
Von 2012 bis 2013 war Shimajiri für das zweite Kabinett Abe parlamentarische Staatssekretärin im Kabinettsamt und für Wiederaufbau, 2014 übernahm sie für ein Jahr den Vorsitz im Umweltausschuss des Oberhauses. Von 2015 bis 2016 führte sie den LDP-Präfekturverband Okinawa. Im Oktober 2015 berief sie Shinzō Abe bei einer Kabinettsumbildung als Staatsministerin für Okinawa, die nördlichen Territorien, Wissenschaft, Technologie und Raumfahrt in sein Kabinett.
Bei der Oberhauswahl 2016 verlor Shimajiri Okinawa mit mehr als 100.000 Stimmen und über 17 Prozentpunkten Rückstand an den parteilosen Oppositionskandidaten Yōichi Iha (ehemaliger Präfekturparlamentsabgeordneter, Gouverneurskandidat und Bürgermeister der Stadt Ginowan). Sie blieb bis zur Kabinettsumbildung im August 2016 Ministerin.
Im Dezember 2018 gab die LDP bekannt, Shimajiri als Kandidatin für die im April 2019 stattfindende Nachwahl im Wahlkreis Okinawa 3 aufzustellen. Der Sitz war durch die Wahl Denny Tamakis zum Gouverneur im September 2018 frei geworden. Shimajiri unterlag schließlich dem von den nationalen Oppositionsparteien und von Gouverneur Tamaki unterstützten Kandidaten Tomohiro Yara (Yara 56,5 %; Shimajiri 43,5 %), der sich berufend auf die Volksbefragung in Okinawa im Februar des Jahres im Gegensatz zu Shimajiri gegen den Bau eines neuen US-Stützpunktes in der Präfektur stellte. Bei der allgemeinen Unterhauswahl 2021 kandidierte sie für die LDP erneut im Wahlkreis Okinawa 3 und setzte sich knapp gegen Yara (inzwischen KDP) durch und verteidigte den Sitz 2024.